# Okroixka
Okroixka (en rus: окро́шка) és una sopa freda d'origen rus i probablement originària de la regió del Volga.
La sopa clàssica és una barreja principalment de verdures crues (com cogombre, rave i ceba tendra), patata bullida, ous i carn cuita (vedella, salsitxes o pernil amb kvass). L'okroixka s'acostuma a adornar amb crema agra (smetana). Les versions posteriors que van aparèixer per primera vegada a l'època soviètica utilitzen quefir lleuger o diluït, sèrum de llet, vinagre o aigua mineral en lloc de kvass.

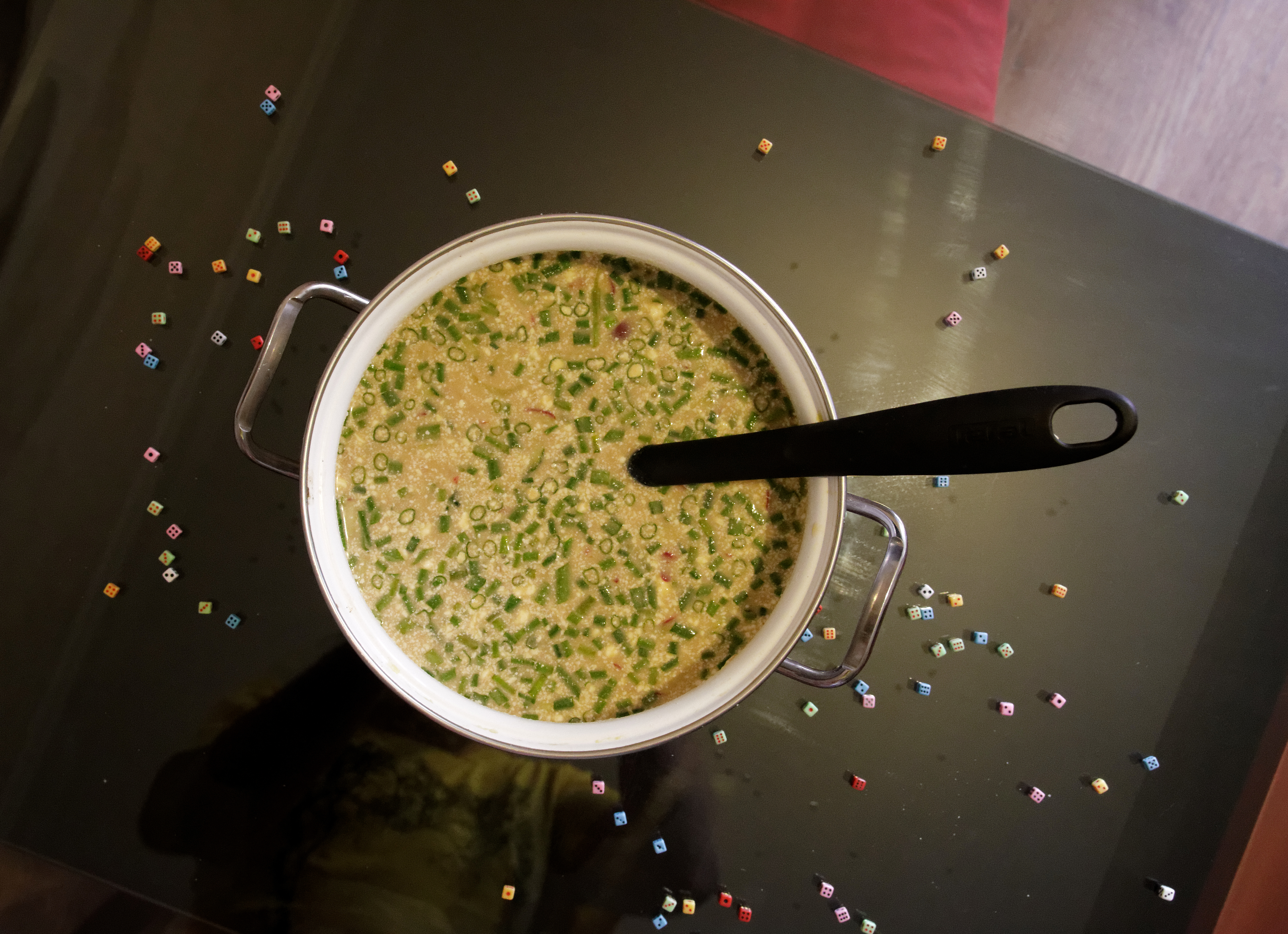

Els ingredients es tallen a daus i després es barregen amb kvass just abans de menjar. La proporció d'aliments picats respecte al kvass és similar a la del cereal a la llet; això permet que les verdures conservin la seva textura. Per la mateixa raó, tot i que els ingredients són similars als d'una amanida russa, el sabor de l'okroixka és força diferent al de l'amanida. Es consumeix sobretot a l'estiu perquè la sopa combina el gust refrescant del kvass i la lleugeresa d'una amanida. S'hi pot afegir sal i sucre segons el gust. A les receptes amb aigua mineral també s'hi afegeix suc de llimona acabat d'esprémer.